# Chondrilla aspera
Chondrilla aspera là một loài thực vật có hoa trong họ Cúc. Loài này được (Schrad. ex Willd.) Poir. mô tả khoa học đầu tiên năm 1811.